# Nativex
Nativex（ネイティブエックス）は、中国の広州に本社を置くモバイルマーケティングプラットフォーム。Bytedance(バイトダンス)、Baidu(バイドゥ)、Tencent(テンセント)など中国広告プラットフォームの認定広告代理店であり、パフォーマンス広告に強みがある。2010年にアメリカで設立され、2016年に中国のMobvista（モビスタ）に吸収合併された 。親会社のMobvista（モビスタ）は香港証券取引所に上場しており 、中国インターネット協会が発表した『2019年中国インターネット企業トップ100』において60位にランクインしている。

## 沿革
- 2000年 創業
- 2016年 Mobvista（モビスタ）に吸収合併[1]
- 2017年 日本法人を設立[4]

## サービス

### トレーディングデスク ー 総合的な広告運用
Google、Facebook、Snapchat、TikTokのパートナーであり、その他YahooやLINEを含む15以上の広告プラットフォームと提携している。また、中国メディアでは Bytedance、Tencent、Weibo、Baidu、Alibaba、iQIY、bilibili、Kuaishouのパートナーであり、中国を含む世界中のデジタル広告チャネルを運用することができる 。

### XMP ー マルチチャネル広告配信管理ツール
ウォールドガーデンを含む様々なデジタル広告チャネルの配信を一元管理するソリューション。それぞれのチャネルの成果をリアルタイムで把握でき、効率的な配信管理とROI最適化を可能にする 。

### 中国インフルエンサーマーケティング（KOL）
中国インフルエンサー（KOL）を活用したマーケティングを行う。Nativexは中国国内の上位20のMCNネットワークと協力し、FMCGやゲーム等、10以上のカテゴリーに関して専門性を備えた40,000人以上のインフルエンサーと協業している 。

### アプリの中国展開支援
中国におけるアプリローンチの全過程を支援するワンストップソリューション。アプリ内コンテンツの翻訳をはじめとするローカライズから各種書類作業まで、中国アンドロイド市場にアプリをリリースする全ての過程を支援する 。

### TopWorks ー クリエイティブスタジオ
世界30カ国以上に展開し、200以上のクリエイティブ・スタジオとつながるクリエイティブ・ネットワーク。現地のデータとインサイトをもとに、広告キャンペーンの効果を最大化するクリエイティブを制作する 。